# Menaldumadeel
Menaldumadeel – gmina w Holandii, w prowincji Fryzja. Jej siedzibą jest Menaldum. Na terenie gminy znajduje się również kilkanaście innych miejscowości: Beetgum, Beetgumermolen, Berlikum, Blessum, Boksum, Deinum, Dronrijp, Engelum, Kleaster-Anjum, Marssum, Schingen, Slappeterp oraz Wier.